# Casa Upton Sinclair
La cada Upton Sinclair es una casa histórica ubicada en 464 N. Myrtle Avenue, en Monrovia (California), Estados Unidos. Construido en 1923, fue el hogar del novelista estadounidense Upton Sinclair (1878-1968) entre 1942 y 1966, y es donde escribió muchas de sus obras. Sinclair fue «uno de los novelistas estadounidenses más influyentes en el área de la justicia social».
Fue incluido en el Registro Nacional de Lugares Históricos y fue declarado Monumento Histórico Nacional en 1971. Es una residencia privada.

## Descripción e historia
Está ubicada en las estribaciones de las montañas de la Sierra de San Gabriel, al norte del centro de Monrovia, en la esquina sureste de North Myrtle Avenue y East Scenic Drive. Presenta una arquitectura neomediterránea en un barrio de casas similares. Está hecho de hormigón vertido e incluye molduras de hormigón y baldosas tipo Batchelder. Su entrada principal se encuentra en un arco ornamentado, con un balcón de hierro. Las ventanas de entrada y laterales están dispuestas en vanos de arco de medio punto. En la parte trasera derecha se encuentra un garaje de época.
La casa fue diseñada por el arquitecto californiano Frederick H. Wallis y construida en 1923. Upton Sinclair la compró en 1942, buscando un lugar más tranquilo que Pasadena, donde había estado viviendo. Sinclair es conocido por La Jungla, su novela de 1906 que expone prácticas desagradables en la industria empacadora de carne. Recibió el premio Pulitzer de Ficción en 1943.
Muchas de las obras posteriores de Sinclair se escribieron mientras vivía aquí, en un espacio de estudio creado en el garaje. Los terrenos también incluyen una bóveda de hormigón donde guardaba todos sus documentos. La casa sufrió daños durante el terremoto de la Sierra Madre de 1991 (5,6 M) y su propietario estuvo a punto de derribarla; sin embargo, la Oficina de Preservación Histórica del Estado de California negó la demolición.